# Kalna (rejon doliński)
Kalna (ukr. Кальна) – wieś na Ukrainie, w  obwodzie iwanofrankiwskim, w rejonie dolińskim.